# Callistochiton granifer
Callistochiton granifer is een keverslakkensoort uit de familie van de Callistoplacidae. De wetenschappelijke naam van de soort is voor het eerst geldig gepubliceerd in 1923 door Hull.